# ليبيتسك

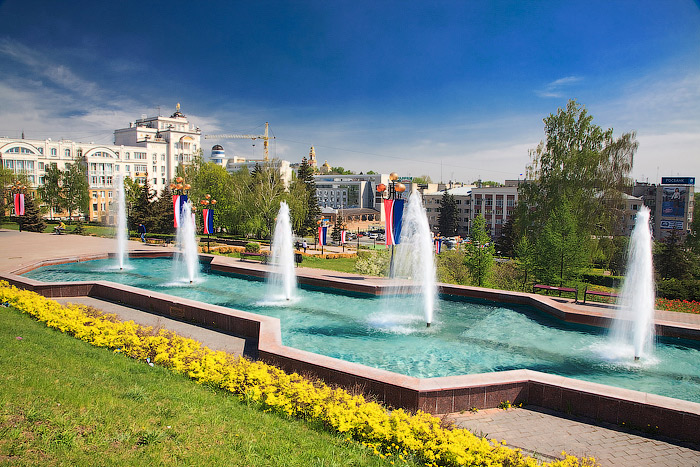

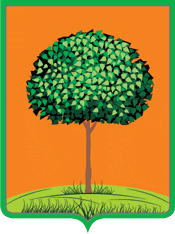
Липецк

ليبيتسك (بالروسية: Липецк) هي إحدى مدن روسيا في الكيان الفدرالي الروسي ليبيتسك أوبلاست.
تقع مدينة ليبيتسك في الجهة الغربية لسهل الدون الشاسع على ضفتي نهر فورونيج (حوض نهر الدون) وتبعد عن العاصمة موسكو حوالي 510 كم. ومساحتها أكبر من 320 كيلومترا مربعا ونفوسها حوالي 510 آلاف نسمة.
تأسست المدينة عام 1703 كبلدة عمالية بأمر من الإمبراطور بطرس الأكبر حول مصانع صهر ومعالجة الحديد الذي كان يستخدم لتلبية احتياجات الجيش والاسطول البحري الروسي في فترة حرب الشمال ضد السويد.
في عام 1779 وبأمر من الامبراطورة يكاترينا الثانية منحت البلدة صفة مدينة وكان عدد سكانها حوالي 6 ألاف نسمة. بعد الحريق الهائل الذي نشب في المدينة عام 1806 واتى على أغلب المباني الخشبية، اقر مخطط المدينة العام الذي بموجبه بدأت أعمال البناء باستخدام الحجر والآجر، حيث بنيت الفنادق والمنتجعات إضافة إلى المساكن والقصور. لقد استمر توسع المدينة كثيرا وازداد تعداد سكانها حتى وصل عام 1862 إلى حوالي 12 الف نسمة وفيها 8 كنائس و3 مدارس ومستشفى ودائرة بريد، كما كانت فيها 3 أسواق كبيرة و5 مصانع.
بدأ ازدهار المدينة الفعلي في نهاية القرن الـ 19 وبداية القرن العشرين مع بداية توسيع خطوط سكك الحديد والحاجة إلى خام الحديد لإنتاج قضبان سكك الحديد، مما جعل الشركات إلى العودة إلى مكامن خامات الحديد الموجودة بالقرب من المدينة، كما ساعدت المنتجعات التي افتتحت في القرن الـ 19 على نمو وازدهار المدينة. في عام 1902 انجز بناء فرنيين عاليين لصهر الحديد التي كانت أساس مصانع الميتالورجيا في المدينة.
في عام 1934 باشر مصنع الميتالورجيا الجديد بالإنتاج، حيث جلب شهرة عالمية للمدينة لجودة منتجانته. لقد تحولت المدينة منذ ثلاثينات القرن الماضي إلى مركز للصناعات الثقيلة في منطقة التربة السوداء. في عام 1943 انجز بناء مصنع للجرارات وفي عام 1954 استحدثت مقاطعة ليبيتسك وأصبحت المدينة مركزا لها.
ان مدينة ليبيتسك اليوم معروفة ليس فقط داخل روسيا الاتحادية، بل وفي مختلف أنحاء العالم باعتبارها أحد المراكز الكبيرة لإنتاج صفائح الحديد والفولاذ وغيرها من الصناعات الأخرى. لقد اقيم خلال السنوات الأخيرة عدد من المؤسسات الصناعية لإنتاج الثلاجات والغسالات الكهربائية وأخرى لإنتاج العصائر المختلفة والمواد الغذائية وغيرها.
ان ليبيتسك مدينة عصرية تنمو وتزدهر بأطراد فبالإضافة إلى كونها مركزا صاعيا كبيرا فهي مركز علمي وثقافي، حيث تتمركز فيها الجامعات والمعاهد العليا مثل جامعة ليبيتسك للعلوم التقنية وجامعة ليبيتسك للعلوم التربوية وغيرها إضافة إلى المعاهد المهنية المتوسطة والثانويات المهنية ومدارس الموسيقى وفروع لجامعات أخرى حكومية واهلية. كما توجد في المدينة مجموعة من معاهد البحوث العلمية مثل معهد بحوث مشاكل البيئة والميتالورجيا ومعهد البحوث العلمية البيولوجية وغيرها.
توجد في المدينة مجموعة من المتاحف منها متحف الطيران ومتحف بليخانوف ومتحف الشاعر يسينين ومتحف تاريخ المنطقة وغيرها إضافة إلى غاليريهات اللوحات الفنية وقاعات الحفلات والمعارض ودور السينما والنوادي الثقافية والاجتماعية والرياضية. كما يوجد فيها عدد من المسارح مثل مسرح ليف تولستوي للدراما ومسرح المقاطعة ومسرح الدمى والفيلهارمونيا وغيرها.
تفتخر المدينة بمتنزهاتها القديمة والحديثة مثل المتنزه العلوي والسفلي وحديقة بيخانوف ومتنزه النصر وجنينة سوكولوسكي وغيرها من أماكن الاستراحة العديدة في المدينة. كما تعمل في المدينة حديقة الحيوانات التي تشغل مساحة تزيد عن 4 هكتارات وتحتوي على أكثر من 300 نوع من الحيوانات والطيور المختلفة وبعضها نادرة.
المدينة غنية بمنابع المياه المعدنية التي كما يقال اكتشفها الإمبراطور بطرس الأكبر. وكان أول منتجع قد تاسس عام 1805 بأمر من الإمبراطور الكسندر الأول. ومنذ عام 1871 اقيمت في المدينة أماكن للعلاج بالطين.
كما ان المدينة غنية بمعالمها التاريخية والمعمارية العديدة التي منها:
- كاتدرائية ميلاد المسيح – بوشر ببناء هذه الكاتدرائية عام 1791 وانجز العمل عام 1803. الكاتدرائية مبنية على الطراز الكلاسيكي وتقع في وسط المدينة. وفي عام 1835 اضيف إلى المبنى برج الاجراس وفي عام 1842 انجز بناء قاعة الطعام. اغلقت الكاتدرائية عام 1931 وحول المبنى إلى مستودع للحبوب والخضروات. اعيد مبنى الكاتدرائية إلى الكنيسة الأرثوذكسية الروسية عام 1992 واجريت عليه عمليات الصيانة اللازمة وبدأ يستقبل المصلين كل يوم.
- كنيسة صعود العذراء – من المعالم المعمارية والتاريخية التي تعود إلى القرن الـ 17 ومبنية على طراز باروكو وهي من أقدم مباني المدينة. المبنى بدون دعائم كما ان محوره الطولي يتجه من الشمال الشرقي نحو الجنوب الغربي أي محرف بـ 45 درجة، كما ان الكنيسة بدزن برج الاجراس. ادرج المبنى ضمن قائمة المعالم المعمارية في بداية القرن العشرين. اغلقت الكنيسة عام 1938 ونتيجة الإهمال انهار جزء منها وفقدت العديد من محتوياتها. بوشر بأعمال الصيانة والترميمات اللازمة لها في سبعينات القرن الماضي وسلمت إلى متحف المقاطعة. في عام 1996 اعيدت إلى الكنيسة الأرثوذكسية الروسية وبعد انجاز أعمال الصيانة اللازمة أصبحت تستقبل المصلين حتى عام 2003 حيث حولت إلى دير للرهبان.
- المتنزه الجنوبي – هو أكبر متنزهات المدينة وكان الدافع لتاسيسه هو اكتشاف منابع المياه المعدنية في هذا المكان. ويقال ان بطرس الأكبر امر بأنشاء المتنزه حول هذه الينابيع التي تستخدم مياهها للعلاج على غرار المنتشرة في أوروبا. وكان لقيام الثورة الفرنسية وحروب نابليون عاملا مهما في تطور وازدهار هذا المنتجع في ليبيتسك الذي أصبح مزارا للنبلاء الروس. يتضمن المتنزه اليوم مدينة العاب كبيرة وفيه أكثر من 50 نوعا من الاشجار والشجيرات المختلفة.

في المدينة معالم كثيرة ومختلفة مثل غاليري اللوحات الفنية وحديقة الحيوانات ونصب ابطال الطيران وساحة الابطال والشعلة الخالدة وحديقة بيخانوف وغيرها من الأماكن والمعالم التي تستحق الزيارة والمشاهدة.